# كلية القلم الجامعة
كلية القلم الجامعة هي كلية أهلية تقع في مدينة كركوك شمال العراق. تأسست بموجب قرار مجلس الوزراء العراقي ذي الرقم 427 لسنة 2009. وهي عضو في اتحاد الجامعات الدولي.

## الأقسام
تضم الكلية الأقسام التالية:
- طب أسنان
- الصيدلة
- القانون
- علم النفس
- علوم القرآن
- التربية الرياضية
- اللغة الإنجليزية
- هندسة تقنيات الحاسوب
- إدارة الأعمال
- تقنيات الأشعة
- تقنيات التحليلات المرضية
- الهندسة المدنية
- تقنيات التخدير
- علوم الجيوفيزياء

## روابط خارجية
- الكليات والجامعات الاهلية في العراق